# Rathaus (Alzenau)

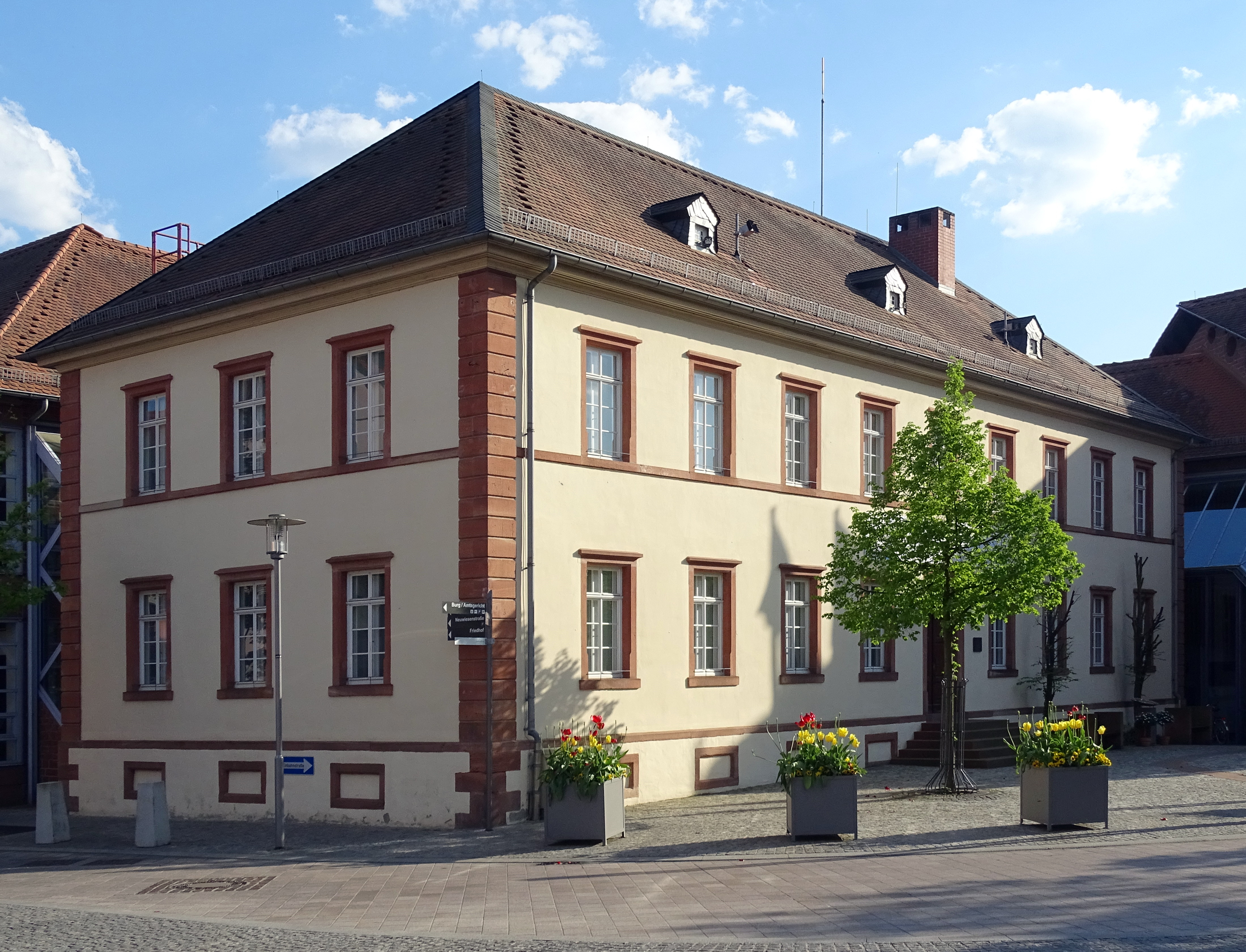
Rathaus in Alzenau

Das Rathaus in Alzenau, einer Stadt im unterfränkischen Landkreis Aschaffenburg in Bayern, wurde von 1860 bis 1862 als Bezirksamtsgebäude errichtet. Das heutige Rathaus an der Hanauer Straße 1 ist ein geschütztes Baudenkmal. 
Der zweigeschossige Walmdachbau mit genuteten Ecklisenen hat neun zu drei Fensterachsen. Alle Fenster und das Portal sind mit Sandsteinrahmung ausgestattet.
An der Rückseite wurde ein moderner Anbau errichtet.